# Патрициев нотобранх
Патрициевите нотобранхи (Nothobranchius patrizii) са вид животни от семейство Нотобранхиеви (Nothobranchiidae).
Те са незастрашен вид.
Таксонът е описан за пръв път от Дечо Винчигуера през 1927 година.